# Швенайм
Швенайм (фр. Schwenheim) — коммуна на северо-востоке Франции в регионе Гранд-Эст (бывший Эльзас — Шампань — Арденны — Лотарингия), департамент Нижний Рейн, округ Саверн, кантон Саверн. До марта 2015 года коммуна административно входила в состав упразднённого кантона Мармутье (округ Саверн).
Площадь коммуны — 4,96 км², население — 684 человека (2006) с тенденцией к росту: 727 человек (2013), плотность населения — 146,6 чел/км².

## Население
Население коммуны в 2011 году составляло 677 человек, в 2012 году — 702 человека, а в 2013-м — 727 человек.
| 1962 | 1968 | 1975 | 1982 | 1990 | 1999 | 2006 | 2008 | 2011 | 2012 | 2013 |
| ---- | ---- | ---- | ---- | ---- | ---- | ---- | ---- | ---- | ---- | ---- |
| 602  | 594  | 587  | 562  | 568  | 628  | 684  | 670  | 677  | 702  | 727  |

Динамика населения:

## Экономика
В 2010 году из 429 человек трудоспособного возраста (от 15 до 64 лет) 344 были экономически активными, 85 — неактивными (показатель активности 80,2 %, в 1999 году — 72,8 %). Из 344 активных трудоспособных жителей работали 325 человек (175 мужчин и 150 женщин), 19 числились безработными (11 мужчин и 8 женщин). Среди 85 трудоспособных неактивных граждан 29 были учениками либо студентами, 41 — пенсионерами, а ещё 15 — были неактивны в силу других причин.

## Достопримечательности (фотогалерея)

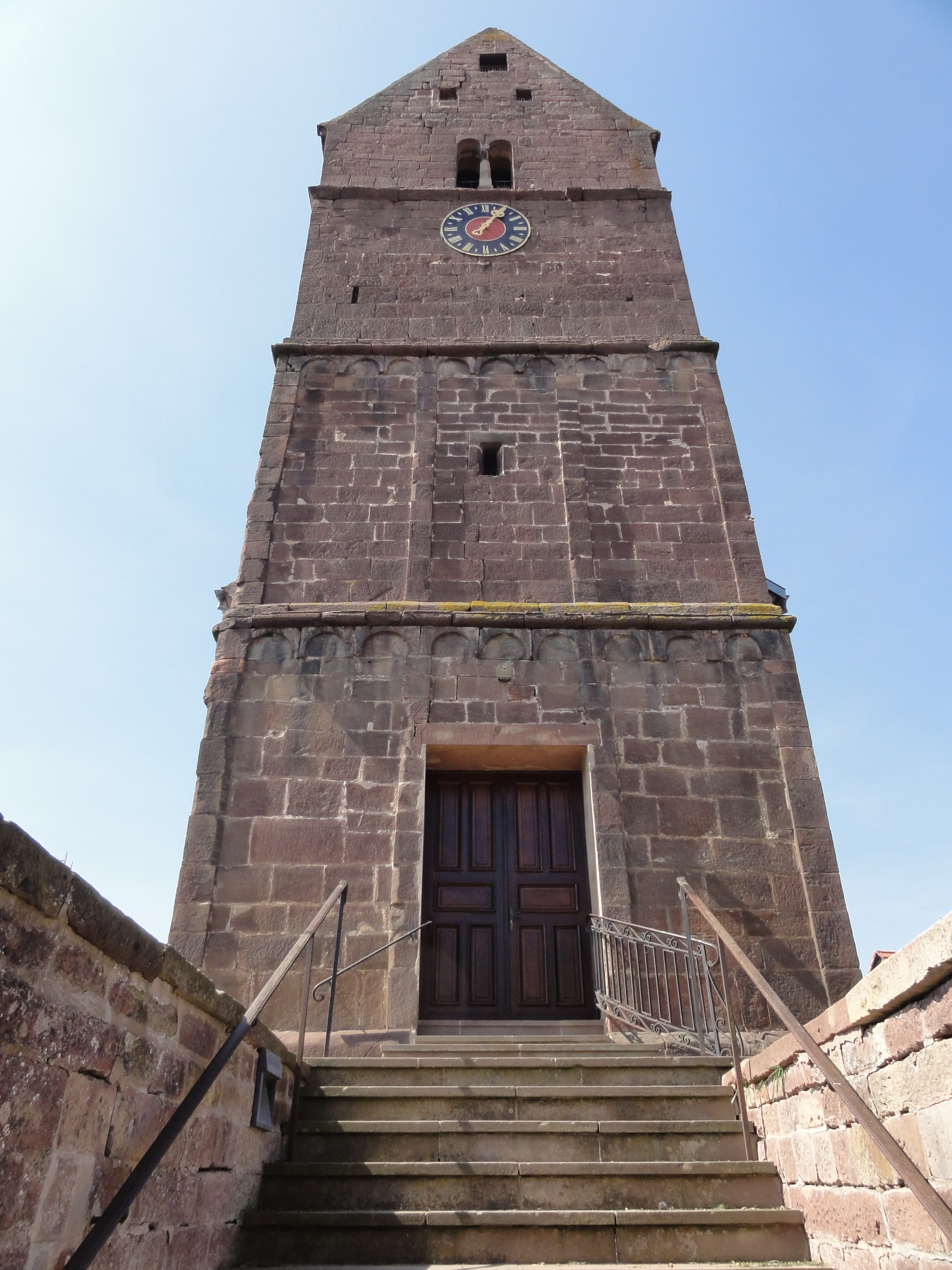
Церковь Церковь Сен-Винсент-и-Анастасия
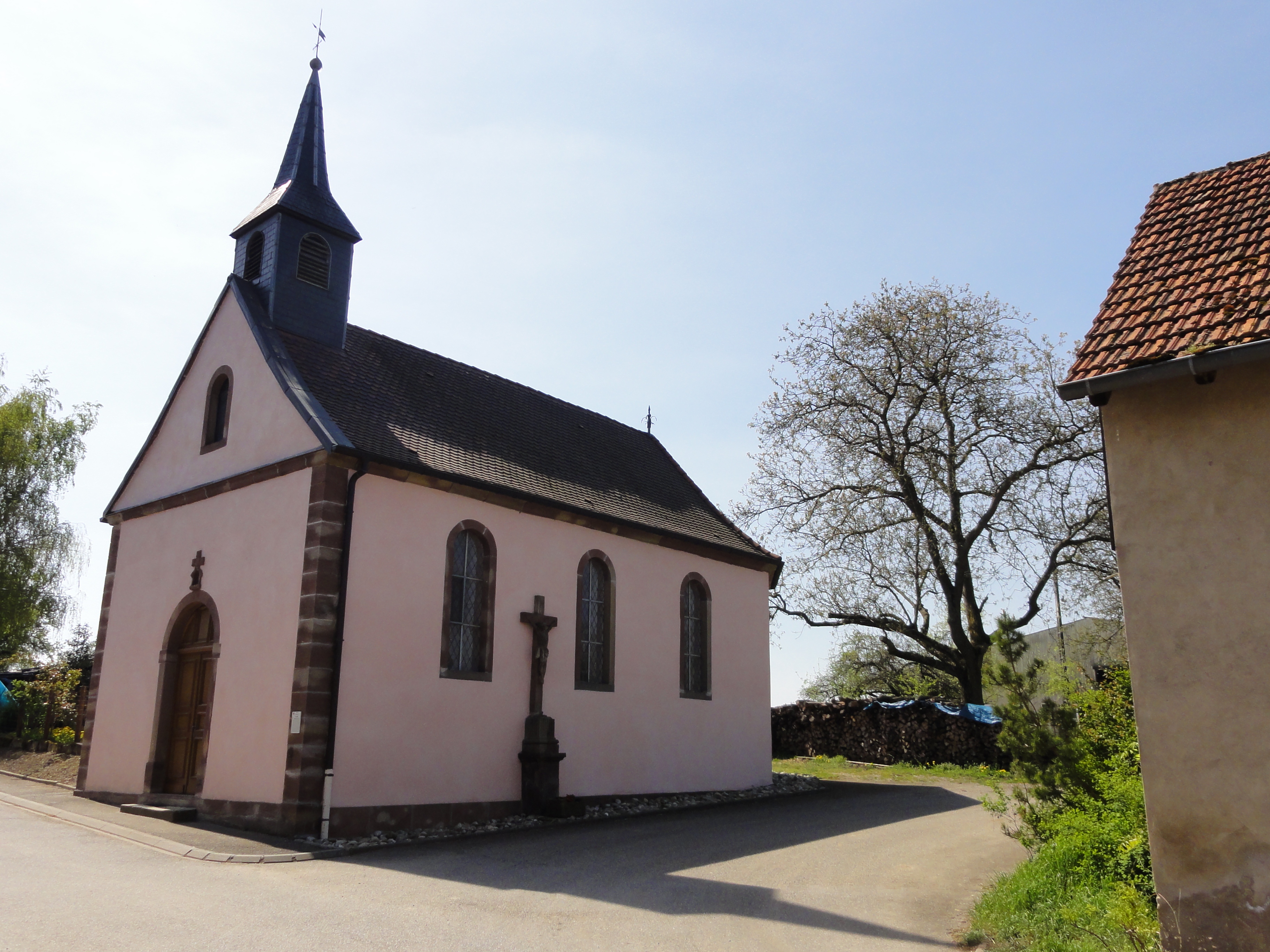
Часовня Сен-Круа
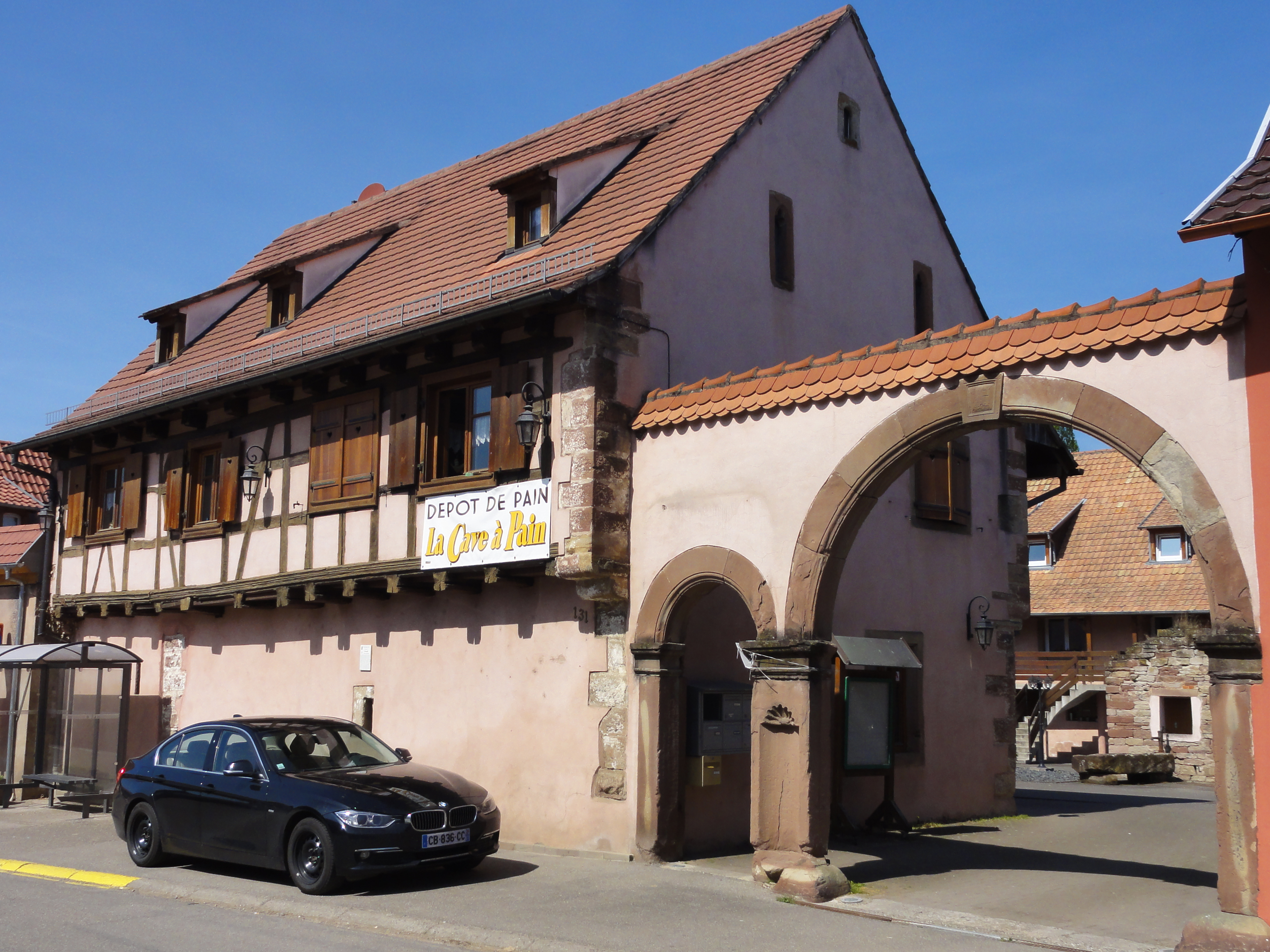
Старое здание на главной улице